# Naafkopf
Naafkopf (2570 m n.p.m.) – szczyt w Alpach Wschodnich w paśmie Rätikon. Położona jest pomiędzy górami Grauspitz, Augstenberg oraz Tschingel. Góra stanowi trójstyk granic Liechtensteinu, Szwajcarii oraz Austrii oraz stanowi trzeci co do wysokości punkt Księstwa Liechtensteinu (północna grań stanowi granicę austriacko-liechtensteińską, południowo-wschodnia szwajcarsko-austriacką, a zachodnia szwajcarsko-liechtensteińską).
Góra ma niezbyt strome zbocza i prowadzą na nią utrzymywane stale szlaki, dlatego jest często odwiedzana przez turystów. Na szczycie znajduje się krzyż. Niedaleko góry znajduje się schronisko górskie Pfälzerhütte.

Na zboczu góry swoje źródła ma potok Valünerbach, który daje początek Saminie – lewemu dopływowi Ill i największej rzeki na terytorium Liechtensteinu (nie licząc Renu, stanowiącego granicę Księstwa).

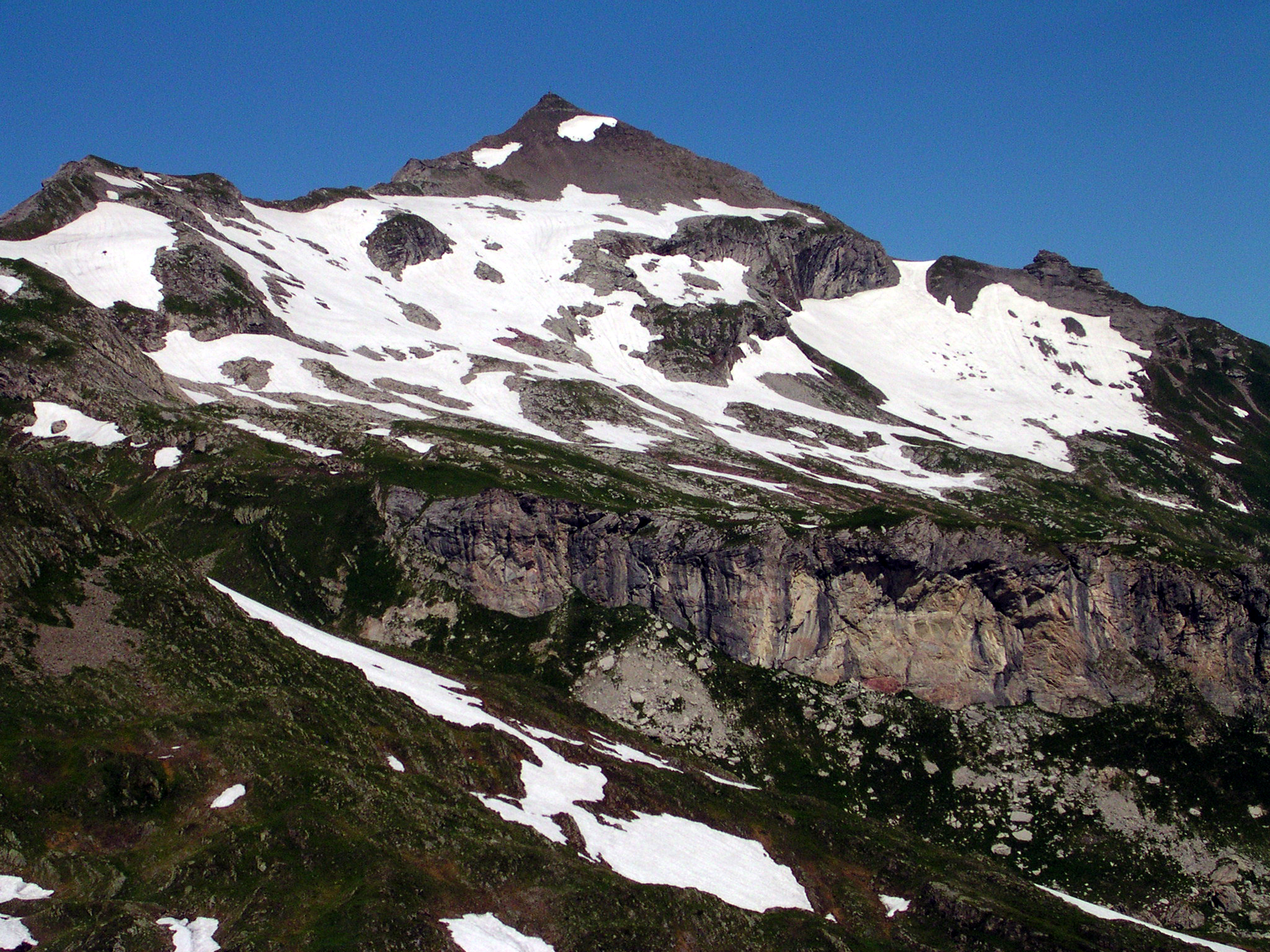
Widok od strony wschodniej (austriackiej).
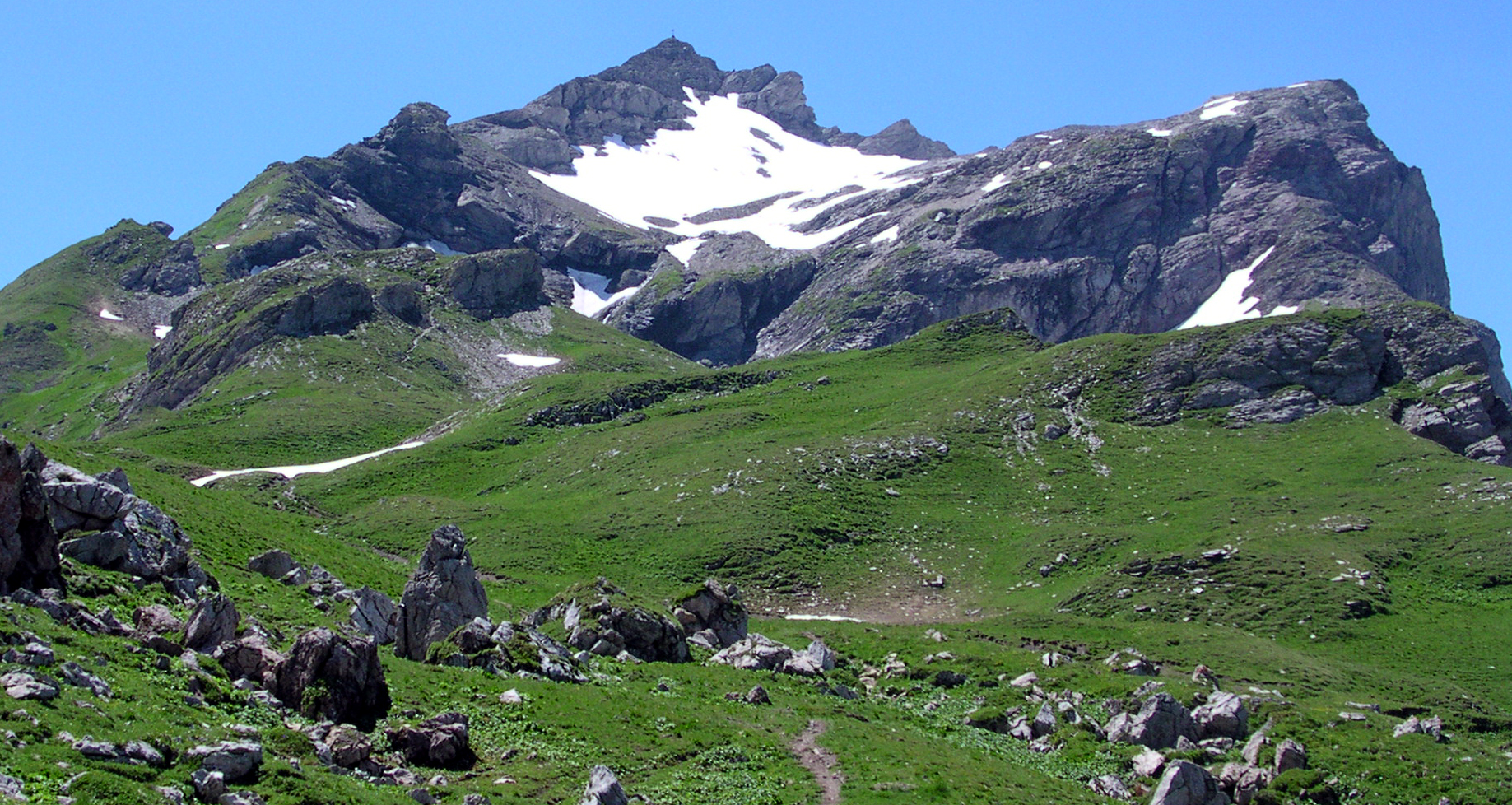
Widok z Pfälzerhütte od strony północnej.
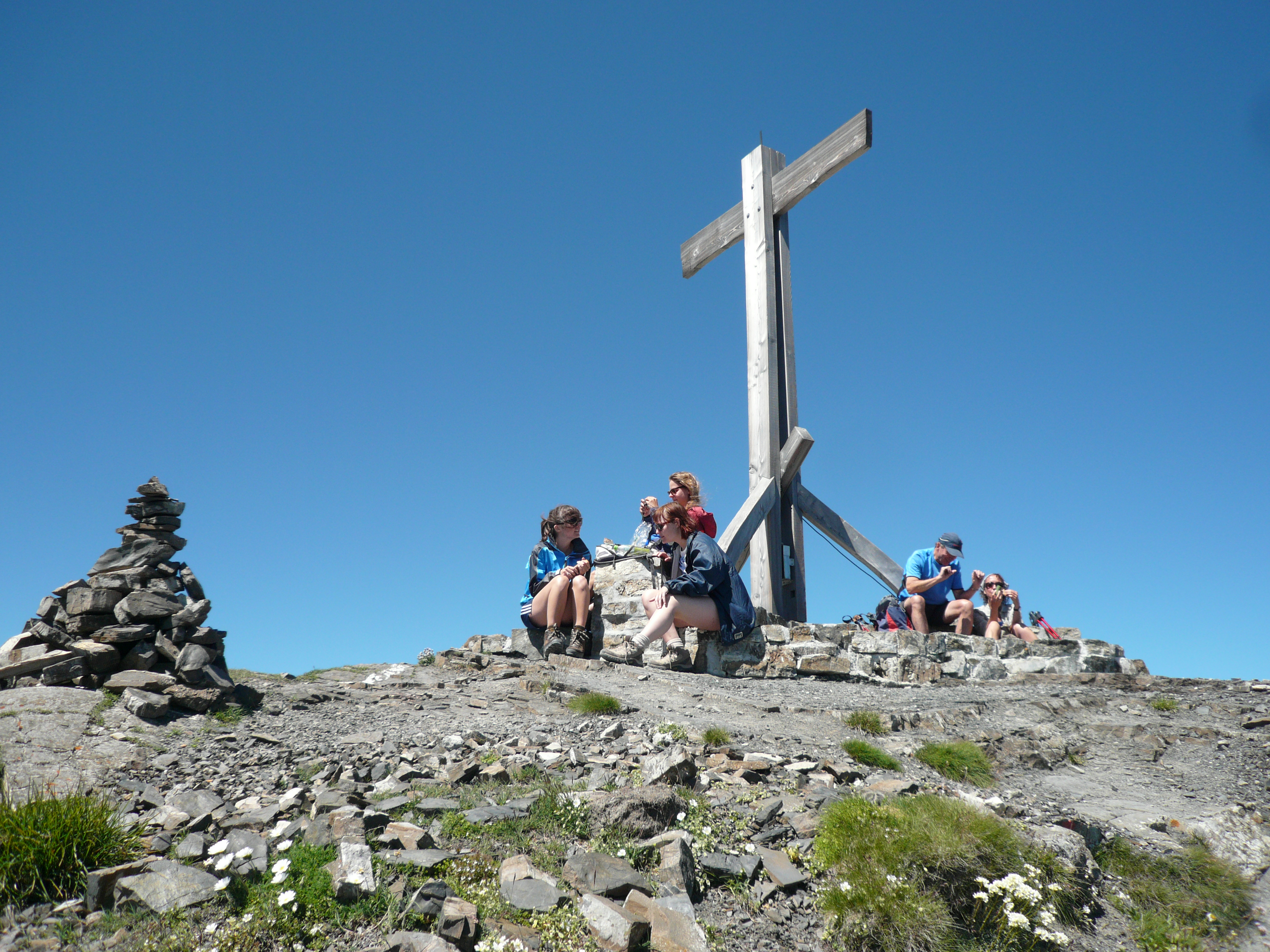
Krzyż na szczycie góry.
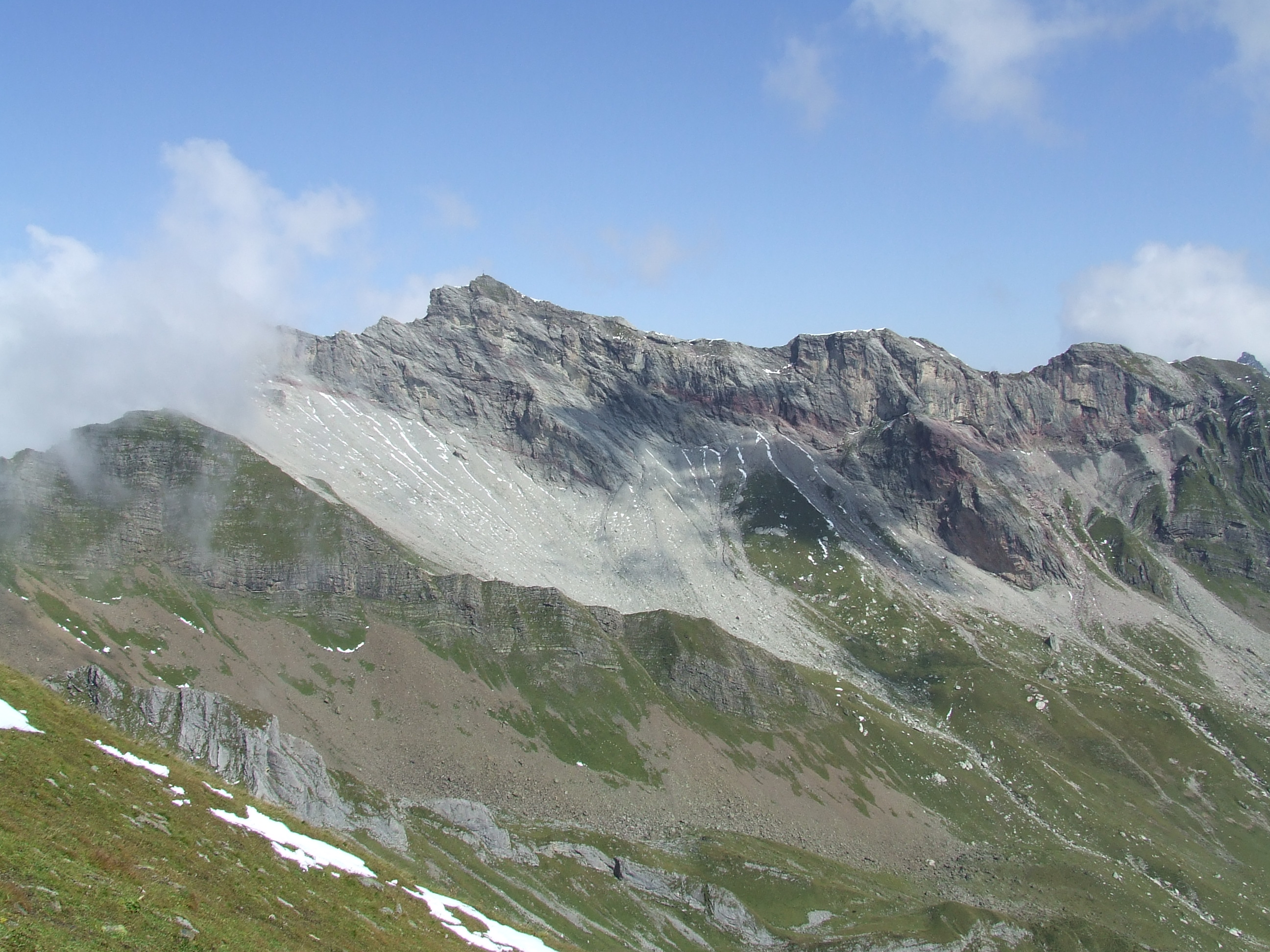
Widok od strony południowej.